# نومهيد
نومهيد هي شركة نفطية تأسست في 4 أبريل 2003، مملوكة وتدار من قبل شركة سوناطراك الجزائرية وإيتاب تونس الذين تمتلكان كل منهما 50 ٪. وهي مسجلة في جيرسي، ولها مكاتب في الجزائر وتونس.
- تشمل عملياتها في كل من حقول النفط في حوض إليزي (شرق الصحراء الجزائرية) ومنطقة كابوديا البحرية في تونس، مديرها العام هو محند أوسالم بن عمران.